# Суровый (эсминец, 1949)
Эскадренный миноносец пр. 30-бис «Суро́вый»
1949—1988
7 октября 1948 года зачислен в списки кораблей ВМФ и
15 августа 1949 года заложен на заводе № 190 (имени А. А. Жданова) в Ленинграде (заводской № 604),
спущен 1 октября 1949 года, вступил в строй 31 октября 1950 года и 24 ноября 1950 года, подняв Военно-морской флаг,
вошел в состав 4-го ВМФ.
С 15 по 18 октября 1953 года нанес визит в Гдыню (Польша), с 10 по 14 июля 1954 года — в Хельсинки (Финляндия).
С 20 по 25 июля 1956 года -в Роттердам (Голландия) и с 28 июня по 1 июля 1965 года — в Стокгольм (Швеция).
С 24 декабря 1955 года входил в состав КБФ. 11 августа 1974 года выведен из боевого состава,
законсервирован и поставлен на отстой, но 5 марта 1987 года расконсервирован и вновь введен в строй, а
11 февраля 1988 года разоружен, исключен из состава ВМФ в связи с передачей в ОФИ для демонтажа и разделки на металл
и 17 июля 1988 года расформирован.
Водоизмещение; полное 3066, стандартное 2316 т; длина 120,5 м, ширина 12 м, осадка (средняя) 3,9 м.
Мощность ПТУ 2x30 000 л. с.; скорость хода: максимальная 36,5, экономическая 15,7 уз.;
дальность плавания экономическим ходом 3660 миль.
Вооружение: 2x2 130-мм Б2-ЛМ, 1х2 85-мм 92-К и 7х1 37-мм 70-К (или 4х2 37-мм В-11) орудий,
2х5 533-мм ТА, 2 БМБ-2 и 2 бомбосбрасывателя (51 глубинная бомба). Принимал на борт 52 мины КБ-«Краб» или 60 мин М-26.
Экипаж 286 человек